# Drvenik Veli
Drvenik Veli és una illa i municipi de Croàcia, al comtat de Split-Dalmàcia. Es troba a la part croata de la mar Adriàtica, a l'arxipèlag dàlmata central, al nord-oest de Šolta. Té una superfície de 12,07 km² i el pic més alt de l'illa fa 178 m. L'única població de l'illa, també anomenada Drvenik Veli, té una població de 168 habitants (segons el cens del 2001). L'illa fou habitada per primer cop al segle xv, i a monuments croats del segle xiii ja es menciona l'illa amb el nom de Gerona o Giruan. L'activitat econòmica principal es redueix a la pesca i al turisme.